# Galápagos (televisieserie)
Galápagos is een Britse natuurfilmdocumentaire voor het eerst uitgezonden in september 2006 op BBC Two. De driedelige serie volgt de bijzondere Galapagoseilanden en de dieren die er leven. Ook wordt teruggeblikt op de bijzondere rol die de archipel gespeeld heeft in de ontdekking van de evolutietheorie door Charles Darwin.
De serie werd geproduceerd door Mike Gunton en Patrick Morris en ingesproken door actrice Tilda Swinton. De muziek was van de hand van Paul Leonard-Morgan.

## Afleveringen
1. "Born of Fire"
2. "Islands that Changed the World"
3. "Forces of Change"

## Dieren
Onder meer volgende dieren komen aan bod in de documentaire:
- Zoogdieren als de relatief kleine Galapagoszeebeer (Arctocephalus galapagoensis), de iets grotere Galápagoszeeleeuw (Zalophus wollebaeki) en de reusachtige potvis (Physeter macrocephalus).
- Reptielen als de beroemde Galapagosreuzenschildpad (Chelonoidis niger), de soepschildpad (Chelonia mydas), de zeeleguaan (Amblyrhynchus cristatus), de Galapagoslandleguaan (Conolophus subcristatus) en lava-hagedissen uit het geslacht Microlophus.
- Diverse soorten vogels, waaronder zeevogels als de zwaluwstaartmeeuw (Creagrus furcatus), fregatvogels (Fregata), de Galapagosalbatros (Phoebastria irrorata), het Galapagosstormvogeltje (Oceanodroma tethys), de blauwvoetgent (Sula nebouxii) en de Nazcagent (Sula granti). Verder watervogels als de Galapagospinguïn (Spheniscus mendiculus), de Galápagosaalscholver (Phalacrocorax harrisii), de Bahamapijlstaart (Anas bahamensis) en de rode flamingo (Phoenicopterus ruber), roofvogels als de Galápagosbuizerd (Buteo galapagoensis) en de Galápagosvelduil (Asio flammeus galapagoensis), en landvogels als de kleine Galapagosspotlijster (Mimus parvulus) en enkele soorten van de beroemde Darwinvinken uit de onderfamilie Geospizinae.
- Beenvissen zoals de horsmakreel Caranx latus, de koraalvlinder Johnrandallia nigrirostris, de zeepaling Heteroconger klausewitzi, de doktersvis Paracanthurus hepatus, Arothron meleagris en een soort rifbaars of koraaljuffertje uit de familie Pomacentridae. Verder ook kraakbeenvissen, te weten de geschulpte hamerhaai (Sphyrna lewini) en de gevlekte adelaarsrog (Aetobatus narinari).
- Ongewervelde dieren die langs komen zijn onder andere enige bijensoort van de Galapagos (Xylocopa darwini), andere geleedpotigen als een spookkrab (onderfamilie Brachyura), een bidsprinkhaankreeft (orde Stomatopoda) en een pantoffelkreeft (familie Scyllaridae). Tot slot ook primitievere dieren als ribkwallen (stam Ctenophora).